# Merle litsitsirupa
Turdus litsitsirupa
Espèce
Statut de conservation UICN

 LC  : Préoccupation mineure
Synonymes
- Psophocichla litsipsirupa
- Psophocichla litsitsirupa (protonyme)

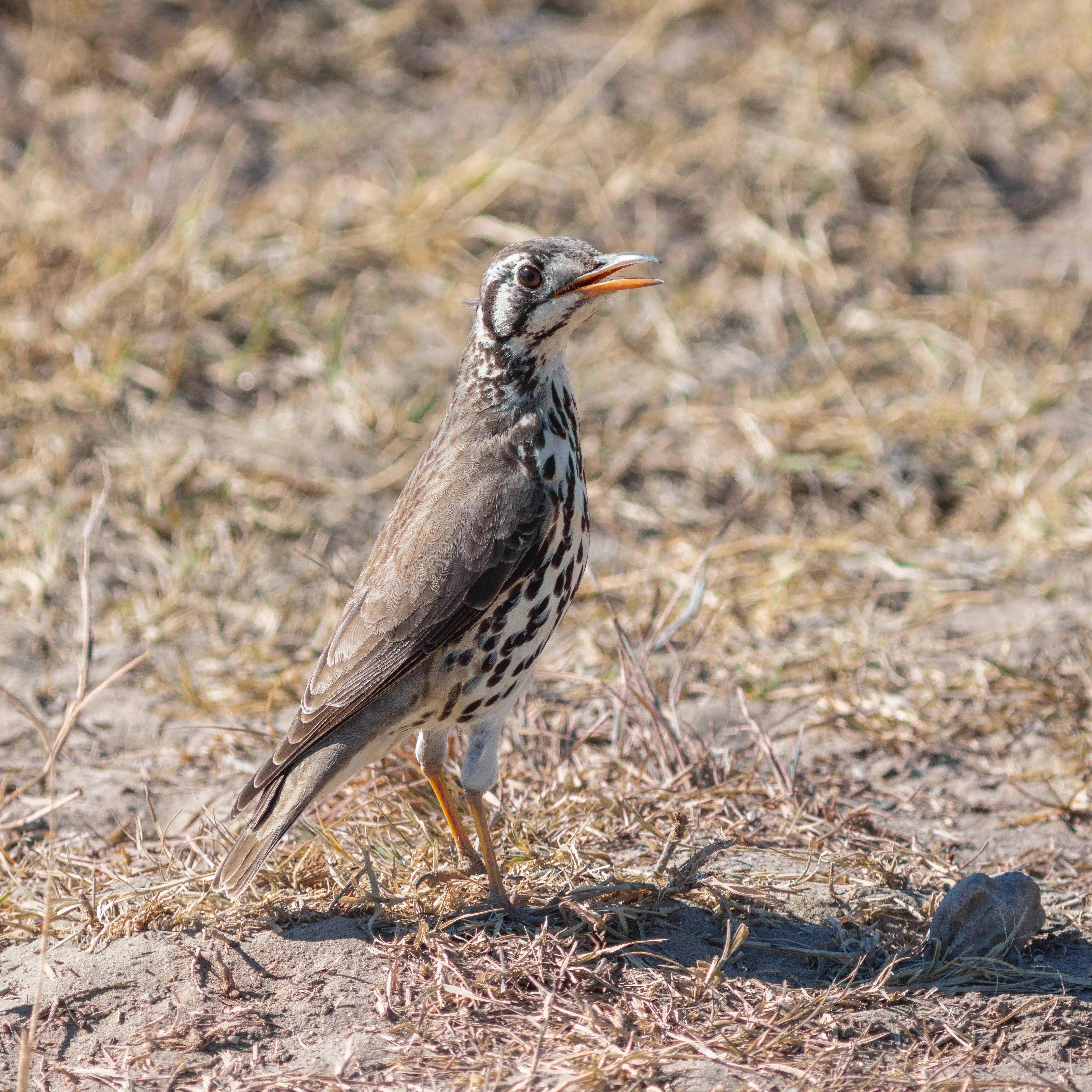
Un merle litsitsirupa au Botswana. Aout 2018.

Le Merle litsitsirupa (Turdus litsitsirupa) ou merle acacia, est une espèce de passereaux de la famille des Turdidae.

## Taxonomie
Deux études phylogéniques ayant montré que cette espèce est une lignée basale du clade des Turdus, et qu'elle est un taxon frère de la Grive de Verreaux (Turdus mupinensis), le Congrès ornithologique international (classification version 4.2, 2014) la transfère dans le genre Turdus. Elle était auparavant placée dans le genre monotypique Psophocichla.'